# 電腦少女★Mink
《電腦少女★Mink》是立川惠的日本漫畫作品，1999年9月至2002年1月於日本少女漫畫月刊『なかよし』連載，2001年1月開始在香港Comic Fans 連載。

## 劇情
國中生白石民子購買了她最喜愛的樂團Jagunna的CD，卻在其中發現了一張神秘的CD-ROM。在好友真帆子與香乃花的幫助下，她們發現這張CD內含一款名為WANNA-BE的軟體，能夠將使用者變成理想中的自己。Mink嘗試使用WANNA-BE，結果因嶄新的外貌引起媒體關注，其中包括即將破產的經紀公司Bird Music的老闆鳥海基晴。
WANNA-BE的數位吉祥物助手歐姆告知Mink和她的朋友們，這款軟體來自2099年，且屬於非法技術。若外界得知它的存在，她們將面臨被刪除的風險。Mink決定不再使用WANNA-BE，然而，為了幫助基晴，她選擇以新身份出道，成為偶像歌手。她迅速竄紅，引起Jagunna主唱Illiya與當紅偶像安純的注意。Mink與Illiya合作製作音樂，並與他共同主演電視劇的過程中，發現自己逐漸愛上了基晴。
與此同時，安純因嫉妒Mink的聲勢而策劃醜聞陷害她。另一方面，一連串的誤會導致Mink與基晴關係變得疏遠——Mink因基晴指導新人Yuka而吃醋，而基晴則誤以為Mink喜歡Illiya。當小報刊登Mink與Illiya緋聞的報導，且安純暗示Mink將離開Bird Music並簽約Illiya的新唱片公司時，大眾對Mink的態度轉為負面。
然而，在年終白金唱片大獎（Platinum Disk Awards）上，Mink以積極樂觀的態度重新贏得粉絲支持，最終獲得最高票數，擊敗安純，榮獲最佳新人獎。

## 人物
白石民子
國中2年級生，主角。崇拜偶像，嚮往演藝圈。有點迷糊、遲鈍。
Mink
民子變身成偶像的樣子，個性開朗。後來與Maco、Canon三人組成偶像團體[Minkle]。
鳥海真帆子
國中2年級生，民子的朋友，元春的妹妹，演藝新聞高手。也是追星族。個性嘮叨、率直，超級崇拜哥哥。
Maco
真帆子變身成偶像的樣子。
森山可乃花
國中2年級生，民子的朋友。電腦迷少女。個性爽朗、率直。有大姊頭氣度。
Canon
可乃花變身成偶像的樣子。
歐姆
WANNA-BE 機器人。頭上有螺旋漿。
鳥海元春
Mink經紀人,某些原因離開家裡。到新聞作家打工。特長騎機車飛越。後來與Mink有好感。
伊利亞
超級演員，民子欣賞的演員。
水原愛純
超人氣偶像，與Mink競爭對手。
堀田二世
有名的狗仔隊記者，被他盯上的藝人一定會從演藝圈消失。
鏡.J.非威爾
來自未來的WANNA-BE創造者。

## 外部連結
- Satellite-M，作者的個人網站。（日語）